# Myrsine maculata
Myrsine maculata är en viveväxtart som beskrevs av Jackes. Myrsine maculata ingår i släktet Myrsine och familjen viveväxter. Inga underarter finns listade i Catalogue of Life.